# Deronectes ferrugineus
Deronectes ferrugineus là một loài bọ cánh cứng thuộc họ Dytiscidae. Nó là loài đặc hữu của Bồ Đào Nha.